# 最高人民法院民事审判第二庭
最高人民法院民事审判第二庭，位于北京市东城区东交民巷27号，是中华人民共和国最高人民法院内设机构。

## 沿革
1976年10月粉碎“四人帮”后，刑事审判庭、民事审判庭、办公厅等业务单位、行政单位逐步恢复。到1983年，设有刑事审判第一庭、刑事审判第二庭、民事审判庭、经济审判庭、研究室、办公厅、人事厅、司法行政厅。2000年，将经济审判庭变更为民事审判第二庭。

## 职能
2000年12月4日，《最高人民法院机关内设机构及新设事业单位职能》（法发〔2000〕30号）发布，其中规定最高人民法院机关内设机构有民事审判第二庭，职能是：
1. 审判第一、二审国内法人之间、法人与其他组织之间的合同纠纷和侵权纠纷案件，审判第一、二审国内证券、期货、票据、公司、破产等案件。
2. 审理申请撤销国内仲裁的案件。
3. 办理相关的申请复议案件。
4. 审批高级人民法院相关案件延长审限的申请[2]。

目前民事审判第二庭“主要负责最高人民法院审理的第一、二审合同、公司、证券、保险、票据等商事纠纷案件；审查和审判不服下级人民法院生效裁判的商事审判监督案件；指导有关审判工作。”
民事审判第二庭主办《商事审判指导》、《商事审判裁判规范与案例指导》等刊物。

## 历任庭长、副庭长
| 庭长 1. 宋光（1981年6月10日—1982年5月4日，最高人民法院副院长、审判委员会委员兼经济审判庭庭长） 2. 王奇（1982年5月4日—1988年9月5日，经济审判庭庭长，1982年11月19日起兼审判委员会委员） 3. 孙宗颢（1988年9月5日—1993年9月2日，经济审判庭庭长） 4. 黄赤东（1993年9月2日—1998年11月4日，经济审判庭庭长） 5. 奚晓明（1998年11月—2000年8月，经济审判庭副庭长主持工作） 奚晓明（2000年8月25日—2004年6月25日） 6. 宋晓明（2005年7月1日—2014年8月31日） 7. 张勇健（2014年8月31日—2015年11月4日） 8. 杨临萍（2015年11月4日—2017年2月24日） 9. 贺小荣（2017年4月27日—2018年8月31日） 10. 林文学（2018年12月29日—） | 副庭长 - 何惊心（1979年9月13日—1982年5月4日，经济审判庭副庭长） - 郑展（1979年9月13日—1983年9月2日，经济审判庭副庭长） - 朱解（1980年2月12日—？，经济审判庭副庭长） - 王奇（1981年9月10日—1982年5月4日，经济审判庭副庭长） - 王连义（1982年5月4日—1983年9月2日，经济审判庭副庭长） - 黄赤东（1983年9月2日—1993年9月2日，经济审判庭副庭长） - 吴春瑞（1983年9月2日—1985年6月18日，经济审判庭副庭长） - 费宗祎（1985年6月18日—1989年2月21日，经济审判庭副庭长） - 肖永真（1988年3月12日—1992年12月28日，经济审判庭副庭长） - 孙泊生（1991年9月4日—1993年9月2日，经济审判庭副庭长） - 吴合振（1992年9月4日—1993年7月2日，经济审判庭副庭长） - 奚晓明（1993年7月2日—2000年8月25日，经济审判庭副庭长） - 刘志新（1993年9月2日—1998年8月29日，经济审判庭副庭长） - 孙华璞（2000年8月25日—2002年2月28日，经济审判庭副庭长） - 李健（2000年8月25日—2001年10月27日，经济审判庭副庭长） - 宋晓明（2002年2月28日—2005年7月1日） - 刘贵祥（2002年8月29日—2005年7月1日） - 周帆（2005年7月1日—2011年8月26日） - 张勇健（2005年10月27日—2012年12月28日） - 刘竹梅（2006年12月29日—2016年2月26日） - 付金联（2013年6月29日—） - 杨永清（2015年2月27日—） - 关丽（2017年9月1日—2020年6月20日） - 周伦军（2022年4月20日—） |